# Uranophan
Das Mineral Uranophan (auch Uranotil) ist ein häufig vorkommendes Inselsilikat des Urans mit der chemischen Formel Ca[UO2|SiO3OH]2·5H2O. Es kristallisiert im monoklinen Kristallsystem und entwickelt meist nadelige Kristalle bis etwa 1 cm Größe und radialstrahlige, aber auch körnige bis massige Mineral-Aggregate oder krustige Überzüge von gelber bis brauner Farbe.
Uranophan ist bekannt dafür, in zwei unterschiedlichen Raumgruppen als Uranophan-α (Uranophan-alpha) beziehungsweise Uranophan-β (Uranophan-beta) zu kristallisieren. Beide Modifikationen äußern sich in einem unterschiedlichen Kristallhabitus, der jedoch häufig für den Laien schwierig zu unterscheiden ist und erst bei genauerer Betrachtung unter dem Mikroskop eine Zuordnung erlaubt.

## Etymologie und Geschichte
Erstmals gefunden wurde Uranophan 1853 bei Kupferberg (Tarnau) in Oberschlesien (Polen) und beschrieben durch Martin Websky, der das Mineral nach seinem Urangehalt und dem griechischen Wort φαίνω [sprich: „phanos“] für scheinen oder erscheinen, zusammengesetzt also „wie Uran erscheinen“, benannte. Uranophan-beta wurde erstmals im Jahre 1935 als solches erkannt. Der Ort, in dem das Mineral seine Typlokalität hat, ist Jáchymov (St Joachimsthal) im Okres Karlovy Vary im Erzgebirge in der Tschechischen Republik.
Das Typmaterial für Uranophan-α (Holotyp, Katalog-Nr. unbekannt) wird im Mineralogischen Museum des Instituts für Geowissenschaften an der Universität Breslau in Breslau (polnisch Wrocław) und das Typmaterial für Uranophan-β (Holotyp, Katalog-Nr.: J3747) im Naturhistorischen Museum von Wien aufbewahrt.
Uranophan-α und Uranophan-β waren bereits vor der Gründung der International Mineralogical Association (IMA) entdeckt und als eigenständige Mineralarten anerkannt worden. Daher wurde diese Anerkennung durch die IMA als grandfathered übernommen. Im Jahr 2022 wurden die beiden Modifikation allerdings zusammengezogen und das Mineral wieder umbenannt in Uranophan. Seitdem wird das Mineral unter der Sammelanerkennung 2022 s.p. (special procedere) geführt.

## Klassifikation
In der veralteten 8. Auflage der Mineralsystematik nach Strunz gehörte der Uranophan zur Mineralklasse der „Silikate“ und dort zur Abteilung „Neso-Subsilikate“, wo er gemeinsam mit Boltwoodit, Cuprosklodowskit, Kasolit, Sklodowskit und Parauranophan in der „Uranophan-(β-Uranophan)-Gruppe“ mit der Systemnummer VIII/A’.14 steht.
In der zuletzt 2018 überarbeiteten Lapis-Systematik nach Stefan Weiß, die formal auf der alten Systematik von Karl Hugo Strunz in der 8. Auflage basiert, erhielt das Mineral die System- und Mineralnummer VIII/B.34-040. Dies entspricht der Klasse der „Silikate“ und dort der Abteilung „Inselsilikate mit tetraederfremden Anionen“, wo Uranophan zusammen mit Boltwoodit, Cuprosklodowskit, Kasolit, Natroboltwoodit, Oursinit, Sklodowskit und Uranophan-β eine unbenannte Gruppe mit der Systemnummer VIII/B.34 bildet.
Die von der International Mineralogical Association (IMA) zuletzt 2009 aktualisierte 9. Auflage der Strunz’schen Mineralsystematik ordnet den Uranophan in die Klasse der „Silikate und Germanate“ und dort in die Abteilung „Inselsilikate (Nesosilikate)“ ein. Hier ist das Mineral in der Unterabteilung „Uranyl-Insel- und Polysilikate“ zu finden, wo es zusammen mit Boltwoodit, Kasolit, Natroboltwoodit und Parauranophan die „Uranophan-Kasolit-Gruppe“ mit der Systemnummer 9.AK.15 bildet.
In der vorwiegend im englischen Sprachraum gebräuchlichen Systematik der Minerale nach Dana hat Uranophan die System- und Mineralnummer 53.03.01.02. Das entspricht der Klasse der „Silikate“ und dort der Abteilung „Inselsilikate: SiO4-Gruppen und andere Anionen komplexer Kationen“. Hier findet er sich innerhalb der Unterabteilung „Inselsilikate: SiO4-Gruppen und andere Anionen komplexer Kationen mit (UO2)“ in der „Uranophangruppe“, in der auch Kasolit, Sklodowskit, Cuprosklodowskit, Boltwoodit, Natroboltwoodit, Oursinit, Swamboit-(Nd) und Parauranophan eingeordnet sind.

## Kristallstruktur
Uranophan-α kristallisiert monoklin in der Raumgruppe P21 (Raumgruppen-Nr. 4) mit den Gitterparametern a = 15,91 Å; b = 7,00 Å; c = 6,67 Å und β = 97,3° sowie 2 Formeleinheiten pro Elementarzelle.
Uranophan-β (bzw. Uranophan-beta) kristallisiert ebenfalls monoklin, aber in der Raumgruppe P21/a (Nr. 14, Stellung 3) mit den Gitterparametern a = 13,97 Å; b = 15,44 Å; c = 6,63 Å und β = 91,4° sowie 4 Formeleinheiten pro Elementarzelle.
Die untenstehenden Abbildungen verdeutlichen die unterschiedlichen Kristallgitter der beiden Uranophan-Modifikationen.
| Kristallstruktur von Uranophan-α                                                                                          | Kristallstruktur von Uranophan-β                                                                                          |
| --- | --- |
| - Elementarzelle in Richtung der kristallographischen a-Achse - Packungsbild in Richtung der kristallographischen a-Achse | - Elementarzelle in Richtung der kristallographischen a-Achse - Packungsbild in Richtung der kristallographischen c-Achse |
| Farblegende: 0 _ U 0 _ O 0 _ Ca 0 _ Si 0 _ Wassermoleküle                                                                 | |

## Eigenschaften
Uranophan gilt aufgrund seines Urangehalts von bis zu 40,6 % als sehr stark radioaktiv. Unter Berücksichtigung der Mengenanteile der radioaktiven Elemente in der idealisierten Summenformel sowie der Folgezerfälle der natürlichen Zerfallsreihen wird für das Mineral eine spezifische Aktivität von 72,5 kBq/g angegeben (zum Vergleich: natürliches Kalium 0,0312 kBq/g). Der zitierte Wert kann je nach Mineralgehalt und Zusammensetzung der Stufen deutlich abweichen, auch sind selektive An- oder Abreicherungen der radioaktiven Zerfallsprodukte möglich und ändern die Aktivität.
Gelegentlich kann Uranophan unter UV-Licht eine schwachgrüne Fluoreszenz zeigen. Üblicherweise ist das Mineral aber nicht-fluoreszierend.
Uranophan kann durch Säuren leicht zersetzt werden.

## Modifikationen und Varietäten

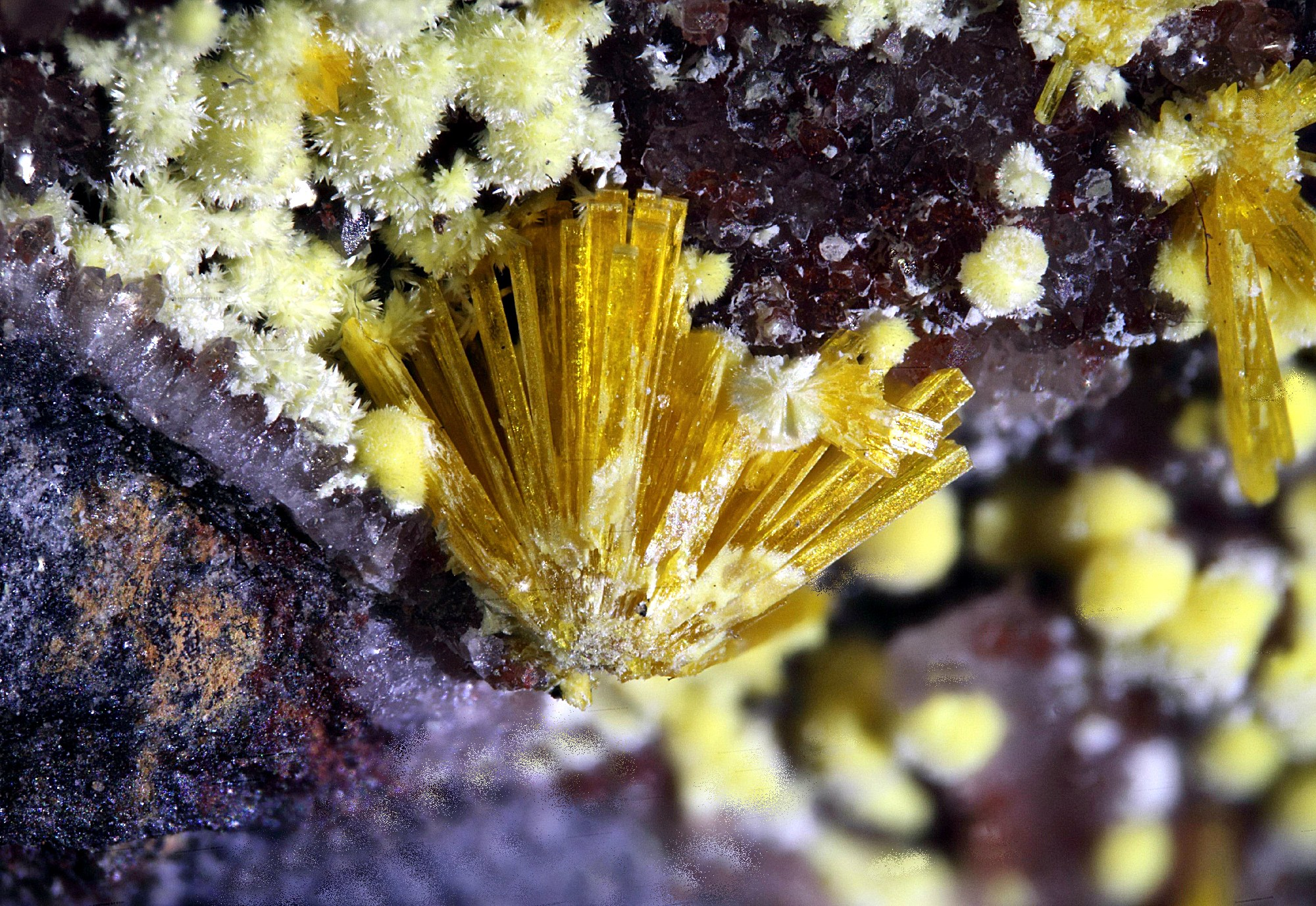
Paragenese der beiden Uranophan-Modifikationen: Uranophane-alpha (hellgelbe strahlenförmige kugelige Aggregate) und Uranophan-beta (dunkelgelbe, fächerartige, dicke Nadeln) auf Granit aus Miedzianka (Kupferberg) im Riesengebirge bei Janowice Wielkie (Jannowitz), Polen
(Bildbreite: 11,5 mm)

Uranophan-alpha ist dimorph mit Uranophan-beta, der ebenfalls im monoklinen Kristallsystem kristallisiert, allerdings in einer anderen Raumgruppe (siehe auch Strukturdaten).

## Bildung und Fundorte

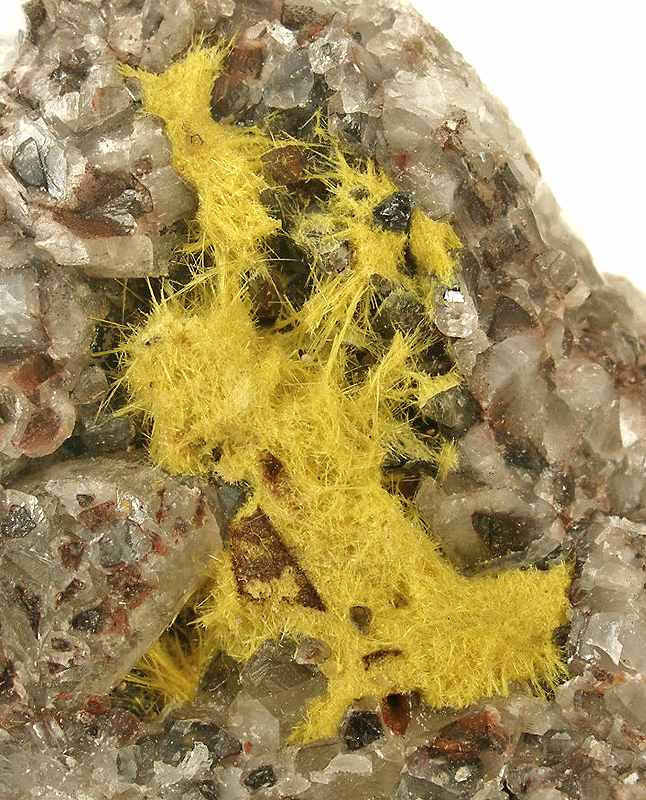
Nest aus nadeligem Uranophan auf Calcit aus der Jackpile Mine, Laguna District, Cibola County, New Mexico, USA

Uranophan zählt zu den am häufigsten vorkommenden Uransilikaten. Als typisches Sekundärmineral bildet er sich in Uran-Lagerstätten und Pegmatiten durch Verwitterung aus Uraninit. Begleitminerale sind neben Uranophan-beta unter anderem noch Kasolit, Autunit und Meta-Autunit, Phosphuranylit, Torbernit und verschiedene Uranoxide, aber auch Calcit, Malachit, Almandin und Muskovit.
Weltweit konnte Uranophan bisher (Stand: 2010) an mehr als 700 Fundorten nachgewiesen werden, so unter anderem in Ägypten, Algerien, Argentinien, Australien, Brasilien, China, Finnland, Deutschland, Frankreich, Indien, Italien, Japan, Kanada, Kasachstan, Demokratische Republik Kongo, Madagaskar, Mexiko, Namibia, Norwegen, Österreich, Polen, Portugal, Rumänien, Russland, Schweden, Schweiz, Slowakei, Spanien, Südafrika, Tadschikistan, Tansania, Tschechien, Ungarn, Usbekistan, im Vereinigten Königreich (Großbritannien) und in den Vereinigten Staaten von Amerika (USA).
Erwähnenswert sind vor allem die Fundorte Musonoi Mine bei Kolwezi und Shinkolobwe Mine (Kasolo Mine) bei Shinkolobwe in der kongolesischen Provinz Katanga, wo Kristalle bis etwa 1 cm Größe gefunden wurden. Schöne, radialstrahlige Aggregate konnten aus der „Madawaska Mine (Faraday Mine)“ bei Bancroft im Hastings County (Kanada) geborgen werden.

## Verwendung
Uranophan wird als Uran-Erz verwendet.

## Vorsichtsmaßnahmen
Beim Umgang mit dem radioaktiven Uranophan ist auf ausreichenden Strahlenschutz zu achten. Um eine Inkorporation (Aufnahme in den Körper) zu verhindern, empfiehlt sich gründliches Händewaschen nach dem Umgang mit bloßen Händen.